# Zappmissie: de tweede dimensie
Zappmissie: de tweede dimensie is een Nederlandse jeugdserie die wordt uitgezonden op Zapp. Zappmissie wordt elke week tijdens Zapplive uitgezonden.

## Verhaallijn
Als Zapp-presentatoren de app 'Zappupdate' openen, komen ze terecht in een tweede dimensie. Om hieruit te komen moeten ze binnen 13 minuten een draak verslaan. Als dit lukt zijn ze vrij maar anders blijven ze langer vastzitten, net zolang tot het wel lukt. Elke week krijgen ze een nieuwe kans om de draak te verslaan, waarbij ze worden geholpen door de kijkers thuis.